# حق آموزش

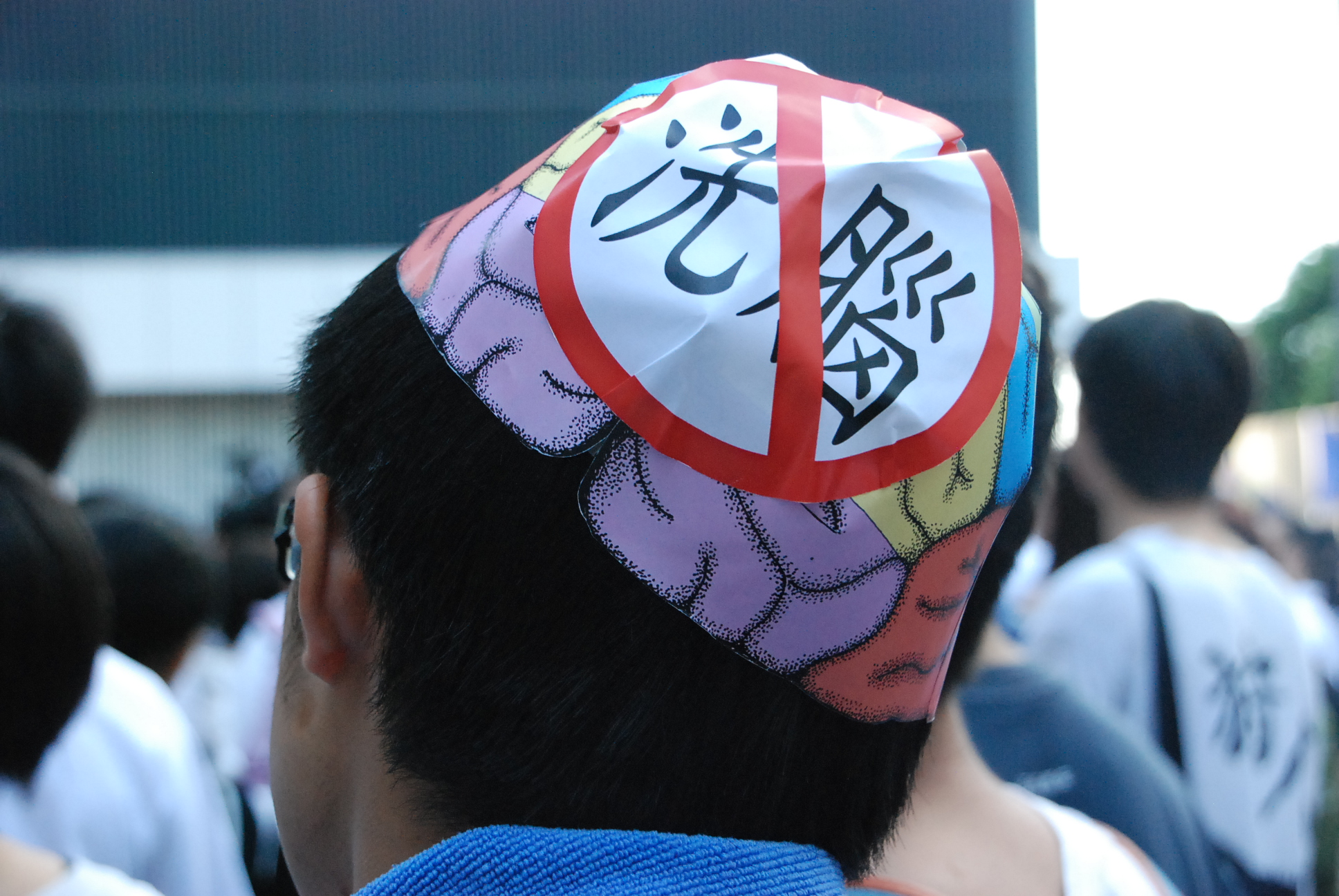
تلقین در کلاس، درج محتوای سیاسی در مطالب مطالعه یا معلمانی که از نقش خود برای تلقین دانش آموزان سو abuse استفاده می‌کنند، مغایر اهداف آموزش و پرورش است که بدنبال آزادی اندیشه و تفکر انتقادی است.

حق آموزش حقی جهانشمول برای آموزش است. این حق در میثاق بین‌المللی حقوق اقتصادی، اجتماعی و فرهنگیبه عنوان یک حقوق بشر که شامل حق آموزش ابتدایی اجباری رایگان برای همه، الزام ایجاد آموزش متوسطه در دسترس همه، خصوصاً ارائهٔ مترقی آموزش متوسط رایگان، و نیز الزام ایجاد دسترسی مساوی به آموزش عالی، به‌طور ایدئال از طریق ارائهٔ آموزش عالی رایگان می‌شود.
حق آموزش شامل مسئولیت فراهم آوری آموزش مقدماتی برای افرادیست که آموزش ابتدایی را نگذرانده‌اند. علاوه بر این دسترسی به ملاحظات آموزشی، حق آموزش در بر دارندهٔ الزام به محو تبعیض در همهٔ سطوح نظام آموزشی و بهبود کیفیت آموزش است.
حق بر آموزش و اهداف توسعه هزاره
اهداف توسعه هزاره (MDGs) که در سال 2000 توسط سازمان ملل متحد تعیین شدند، نقش مهمی در ترویج حق بر آموزش در سطح جهانی ایفا کردند. هدف دوم از این اهداف، «دستیابی به آموزش ابتدایی همگانی» بود که بر اهمیت تضمین دسترسی برابر و با کیفیت به آموزش ابتدایی برای همه کودکان تأکید داشت.
این هدف، حق بر آموزش را به عنوان یک اولویت جهانی مطرح کرد و کشورها را تشویق کرد تا اقدامات لازم را برای تحقق آن انجام دهند. تلاش‌های صورت گرفته در راستای این هدف، منجر به پیشرفت‌های قابل توجهی در افزایش ثبت نام کودکان در مدارس ابتدایی، به ویژه در کشورهای در حال توسعه، شد.
با این حال، چالش‌هایی مانند فقر، تبعیض، کمبود منابع و کیفیت پایین آموزش، همچنان مانع تحقق کامل این هدف بودند. این چالش‌ها نشان دادند که دستیابی به آموزش ابتدایی همگانی، نیازمند تلاش‌های مستمر و جامع در سطح جهانی است.
اهداف توسعه هزاره در سال 2015 به پایان رسید و اهداف توسعه پایدار (SDGs) جایگزین آن‌ها شدند. با این حال، تأثیر اهداف توسعه هزاره بر ترویج حق بر آموزش، به ویژه هدف دوم آن، همچنان قابل توجه است و به عنوان یک نقطه عطف در تاریخ تلاش‌های جهانی برای تحقق حق بر آموزش، حقوق اقتصادی، اجتماعی و فرهنگی، آموزش رایگان، باسوادی،  محسوب می‌شود.